# ВВС Волховского фронта
ВВС Волховского фронта (ВВС ВолхФ) — оперативное объединение фронтовой авиации, предназначенное для решения боевых задач (ведения боевых действий) во взаимодействии (в совместных операциях) с другими видами Вооружённых Сил Союза ССР, а также проведения самостоятельных воздушных операций.
Условное наименование — войсковая часть № 18466.

Командующий ВВС фронта
генерал-майор авиации И. П. Журавлёв.

## История наименований
В разные периоды имела следующие наименования:
- Военно-воздушные силы Волховского фронта;
- ВВС Волховского фронта;
- ВВС Волховской группы войск Ленинградского фронта;
- ВВС Волховского фронта[1];
- 14-я воздушная армия[1];
- 57-я воздушная армия (20.02.1949 г.)[2][1];
- 57-я воздушная Краснознамённая армия (22.02.1968 г.)[2][1];
- 14-я воздушная Краснознамённая армия (04.04.1968 г.)[2][1];
- ВВС Прикарпатского военного округа (01.04.1980 г.)[2][1];
- 14-я воздушная Краснознамённая армия (01.05.1988 г.)[2][1];
- 14-я воздушная Краснознамённая армия ВВС Украины (01.01.1992 г.).

## История и боевой путь
После разгрома Тихвинской группировки противника и преследования разбитых частей противника к рубежу реки Волхов на основе 54-й, 4-й и 59-й армий и группы генерала армии Мерецкова 17 декабря 1941 года создан Волховский фронт. Для содействия наступлению наземных войск была привлечена оперативная группа ВВС Ленинградского фронта под командованием Героя Советского Союза генерал-майора авиации И. П. Журавлёва.
ВВС фронта были сформированы приказом Военного совета фронта № 002 от 20.12.1941 г. В состав ВВС фронта вошли 2-я и 3-я резервные авиагруппы Ставки ВГК и ВВС 52-й армии. Всего в состав ВВС фронта вошли 118 самолётов. При формировании авиационного тыла в состав ВВС фронта вошли: 10-й, 11-й, 68-й и 82-й районы авиационного базирования, батальоны аэродромного обеспечения, склады и авиамастерские. За март и апрель 1942 года ВВС фронта выполнили 11705 боевых вылетов, из них 7850 вылетов — ночью. Переброшено 700 тонн груза для обеспечения частей, ушедших в прорыв, эвакуировано 600 раненых.
21 апреля 1942 года Волховский фронт преобразован в Волховскую группу войск Ленинградского фронта. ВВС фронта переименованы в ВВС Волховской группы войск Ленинградского фронта. 9 июня 1942 года из Волховской группы войск Ленинградского фронта вновь создан Волховский фронт. ВВС Волховской группы войск Ленинградского фронта переименованы вновь в ВВС Волховского фронта.
Боевые действия авиации фронта сводились к уничтожению живой силы и техники противника непосредственно на поле боя, бомбардировке автоколонн и подходящих к линии фронта резервов противника, воздушной разведке, прикрытие своих войск над полем боя от вражеской авиации, уничтожения авиации противника на земле и в воздухе.
Авиация фронта участвовала во всех проводимых операциях Волховского фронта. Приказом НКО СССР № 00151 от 27 июля 1942 года и войскам Волховского фронта № 00105 от 31.07.1942 г. на базе ВВС Волховского фронта в составе 278-й и 279-й истребительных, 281-й штурмовой и 280-й бомбардировочной авиадивизий к 15 августа 1942 года сформирована 14-я воздушная армия.
В составе действующей армии ВВС фронта находились с 20 декабря 1941 года по 15 августа 1942 года.

## Участие в битвах и операциях
ВВС фронта принимали участие в Битве за Ленинград:
- Тихвинская наступательная операция (1941)
- Любанская операция

## В составе
Находились в составе Волховского фронта.

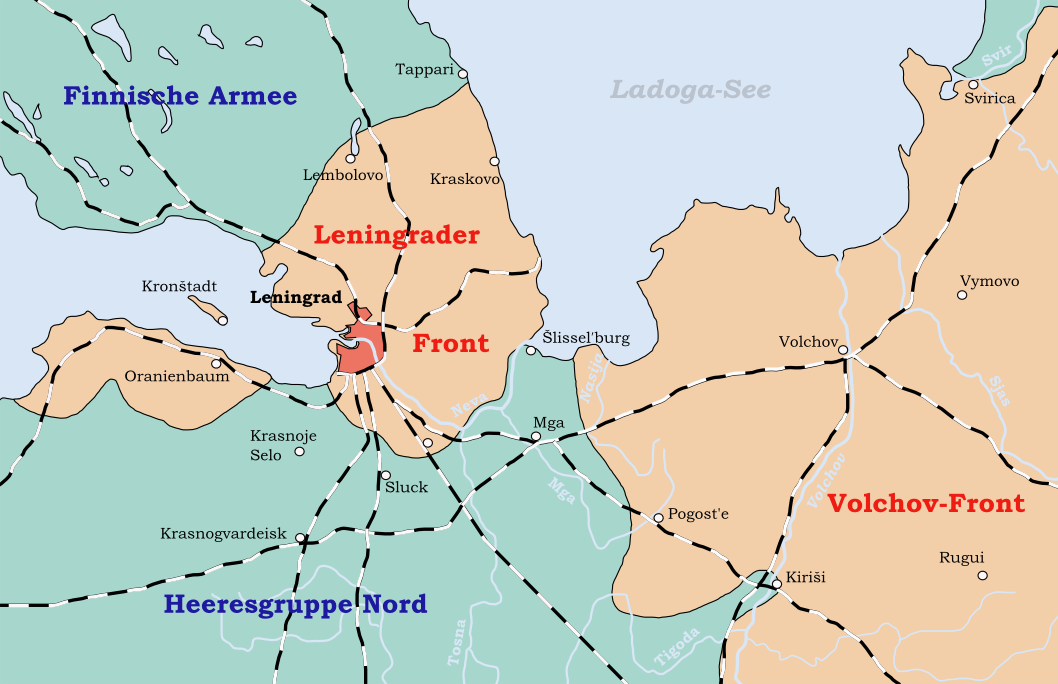
Положение Волховского (справа, красный цвет) и Ленинградского (слева, красный цвет) фронтов в период c мая 1942 года по январь 1943 года. Схема фронтов из источника: Own work by uploader, simplified work based on map 28 from the M. M. Minasjan/ M. L. Altgowsen (и др.): История Великой Отечественной войны Советского Союза, Bd.2, Немецкое военное издательство, Берлин (Восток) 1965.

| Подчинение       | Период                  |
| ---------------- | ----------------------- |
| Волховский фронт | 20.12.1941 — 27.07.1942 |

## Командующие
- Герой Советского Союза генерал-майор авиации Иван Петрович Журавлёв. В должности пребывал с начала формирования ВВС фронта (20.12.1941 г.) до переформирования в 14-ю воздушную армию (15.08.1942 г.). Назначен командующим 14-й воздушной армии[1][6].

## Состав
В состав ВВС фронта в разное время входили:

### 1941 год
В состав ВВС фронта вошли:
- 2-я резервная авиационная группа:
  - 283-й истребительный авиационный полк (И-16);
  - 434-й истребительный авиационный полк (ЛаГГ-3);
  - 515-й истребительный авиационный полк (Як-1);
  - 504-й штурмовой авиационный полк (Ил-2);
  - 138-й бомбардировочный авиационный полк (Пе-2);
- 3-я резервная авиационная группа:
  - 185-й истребительный авиационный полк (МиГ-3);
  - 239-й истребительный авиационный полк (ЛаГГ-3);
  - 218-й штурмовой авиационный полк (Ил-2);
  - 225-й ближнебомбардировочный авиационный полк (Пе-2);
- ВВС 52-й армии:
  - 2-й гвардейский истребительный авиационный полк (МиГ-3);
  - 513-й истребительный авиационный полк (ЛаГГ-3);
  - 313-й штурмовой авиационный полк (Ил-2);
- 116-я разведывательная авиационная Краснознамённая эскадрилья (Пе-2);
- 120-я авиационная эскадрилья связи (У-2).

### 1942 год
| - ВВС 2-й ударной армии: - 121-й бомбардировочный авиационный полк; - 522-й истребительный авиационный полк; - 704-й ночной бомбардировочный авиационный полк; - ВВС 4-й армии: - 3-я резервная авиационная группа; - ВВС 52-й армии: - 313-й штурмовой авиационный полк; - 2-й гвардейский истребительный авиационный полк; - 513-й истребительный авиационный полк; - 673-й ночной бомбардировочный авиационный полк; - Соединения и части фронтового подчинения: - 2-я резервная авиационная группа. |

| - ВВС 2-й ударной армии: - 121-й бомбардировочный авиационный полк; - 522-й истребительный авиационный полк; - 156-й истребительный авиационный полк; - 704-й ночной бомбардировочный авиационный полк; - 657-й ночной бомбардировочный авиационный полк; - 658-й ночной бомбардировочный авиационный полк; - 697-й ночной бомбардировочный авиационный полк; - 116-я разведывательная авиационная Краснознамённая эскадрилья - ВВС 4-й армии: - 3-я резервная авиационная группа; - 667-й ночной бомбардировочный авиационный полк; - 689-й ночной бомбардировочный авиационный полк; - ВВС 52-й армии: - 313-й штурмовой авиационный полк; - 2-й гвардейский истребительный авиационный полк; - 513-й истребительный авиационный полк; - 673-й ночной бомбардировочный авиационный полк; - ВВС 59-й армии: - 2-я резервная авиационная группа; - 10-й бомбардировочный авиационный полк; - 41-й истребительный авиационный полк; - 660-й смешанный авиационный полк; - Соединения и части фронтового подчинения: - 90-я авиационная дивизия (управление); - 91-я авиационная дивизия (управление); - 160-й истребительный авиационный полк; - 662-й смешанный авиационный полк; - 696-й ночной бомбардировочный авиационный полк. |

| - ВВС 2-й ударной армии: - 313-й штурмовой авиационный полк; - 522-й истребительный авиационный полк; - 704-й ночной бомбардировочный авиационный полк; - 657-й ночной бомбардировочный авиационный полк; - 696-й ночной бомбардировочный авиационный полк; - 697-й ночной бомбардировочный авиационный полк; - ВВС 4-й армии: - 3-я резервная авиационная группа; - 667-й ночной бомбардировочный авиационный полк; - 689-й ночной бомбардировочный авиационный полк; - ВВС 52-й армии: - 2-й гвардейский истребительный авиационный полк; - 513-й истребительный авиационный полк; - 662-й смешанный авиационный полк; - 673-й ночной бомбардировочный авиационный полк; - ВВС 59-й армии: - 2-я резервная авиационная группа; - 658-й ночной бомбардировочный авиационный полк; - 660-й смешанный авиационный полк. - Соединения и части фронтового подчинения: - 116-я разведывательная авиационная Краснознамённая эскадрилья. |

| - ВВС 2-й ударной армии: - 313-й штурмовой авиационный полк; - 522-й истребительный авиационный полк; - 657-й ночной бомбардировочный авиационный полк; - 696-й ночной бомбардировочный авиационный полк; - 697-й ночной бомбардировочный авиационный полк; - ВВС 4-й армии: - 667-й ночной бомбардировочный авиационный полк; - 689-й ночной бомбардировочный авиационный полк; - ВВС 52-й армии: - 2-й гвардейский истребительный авиационный полк; - 10-й истребительный авиационный полк; - 425-й истребительный авиационный полк; - 796-й истребительный авиационный полк; - 662-й смешанный авиационный полк; - ВВС 59-й армии: - 658-й ночной бомбардировочный авиационный полк; - 660-й смешанный авиационный полк. - Соединения и части фронтового подчинения: - 2-я резервная авиационная группа; - 673-й ночной бомбардировочный авиационный полк; - 116-я разведывательная авиационная Краснознамённая эскадрилья. |

| - ВВС 2-й ударной армии: - 313-й штурмовой авиационный полк; - 522-й истребительный авиационный полк; - 696-й ночной бомбардировочный авиационный полк; - 844-й транспортный авиационный полк; - ВВС 4-й армии: - 667-й ночной бомбардировочный авиационный полк; - 689-й ночной бомбардировочный авиационный полк; - ВВС 8-й армии - 154-й истребительный авиационный полк; - 159-й истребительный авиационный полк; - 196-й истребительный авиационный полк; - ВВС 52-й армии: - 2-й гвардейский истребительный авиационный полк; - 10-й истребительный авиационный полк; - 662-й смешанный авиационный полк; - 665-й легкобомбардировочный авиационный полк; - ВВС 54-й армии: - 18-й бомбардировочный авиационный полк; - 127-й истребительный авиационный полк; - 691-й ночной бомбардировочный авиационный полк; - ВВС 59-й армии: - 658-й ночной бомбардировочный авиационный полк; - 660-й смешанный авиационный полк; - 116-я разведывательная авиационная Краснознамённая эскадрилья. - Отдельные соединения и части Волховской группы войск: - 2-я резервная авиационная группа; - 19-й истребительный авиационный полк. |

| - ВВС 2-й ударной армии: - 696-й ночной бомбардировочный авиационный полк; - 844-й транспортный авиационный полк; - ВВС 4-й армии: - 667-й ночной бомбардировочный авиационный полк; - 689-й ночной бомбардировочный авиационный полк; - ВВС 8-й армии - ВВС 52-й армии: - 2-й гвардейский истребительный авиационный полк; - 10-й истребительный авиационный полк; - 662-й смешанный авиационный полк; - ВВС 54-й армии: - 18-й бомбардировочный авиационный полк; - 691-й ночной бомбардировочный авиационный полк; - ВВС 59-й армии: - 283-й истребительный авиационный полк; - 845-й истребительный авиационный полк; - 658-й ночной бомбардировочный авиационный полк; - 660-й смешанный авиационный полк. - Соединения и части фронтового подчинения: - 2-я резервная авиационная группа; - 522-й истребительный авиационный полк; - 116-я разведывательная авиационная Краснознамённая эскадрилья. |

| - ВВС 2-й ударной армии: - ВВС 4-й армии: - 658-й ночной бомбардировочный авиационный полк; - 689-й ночной бомбардировочный авиационный полк; - ВВС 8-й армии - ВВС 52-й армии: - ВВС 54-й армии: - 18-й бомбардировочный авиационный полк; - 691-й ночной бомбардировочный авиационный полк; - ВВС 59-й армии: - 2-й гвардейский истребительный авиационный полк; - 41-й истребительный авиационный полк; - 92-й истребительный авиационный полк; - 160-й истребительный авиационный полк; - 845-й истребительный авиационный полк; - 35-й бомбардировочный авиационный полк; - 175-й штурмовой авиационный полк; - 448-й штурмовой авиационный полк; - 569-й штурмовой авиационный полк; - 660-й смешанный авиационный полк; - 662-й смешанный авиационный полк; - 696-й ночной бомбардировочный авиационный полк; - 815-й дальнебомбардировочный авиационный полк; - 823-й дальнебомбардировочный авиационный полк; - 844-й транспортный авиационный полк; - 116-я разведывательная авиационная Краснознамённая эскадрилья. |